# هو چا-پن
هو چا-پن (انگلیسی: Hoo Cha-pen; ۱۹۲۴ – ۱۷ آوریل ۲۰۰۴) بازیکن بسکتبال اهل تایوان بود. وی در بازی‌های المپیک تابستانی ۱۹۵۶ شرکت کرده‌است.